# 中共遂安潼三縣黨員代表大會遺址
中共遂安潼三縣黨員代表大會遺址位於四川省資陽市安岳縣，文物年代判定為1932年。2012年7月16日公佈為四川省文物保護單位。中共遂安潼三縣黨員代表大會址位於四川省資陽市通賢鎮山福村，原為穿逗梁架式結構平房，一層廟宇，為清代建築。1932年秋，中共四川省委巡視員來安岳，在通賢的玉皇廟召開了遂寧、安岳、潼南三縣黨員代表會議。安岳東興支部的姚鵬、龍台支部的趙鐵匠、通賢支部的吳剛、劉康之、王自修、袁澤直、吳重石等人參加了會議。省委巡視員在會上傳達了省委指示精神。會議討論了進一步加快農村黨組織的發展，掌握地方武裝，開展兵運等問題，決定成立遂安潼特支，特支設在通賢，由張育才任書記，統一領導遂甯、安岳、潼南三縣的黨組織。這是一次川東北共黨組織召開的重要會議。